# Tangerhütte
Tangerhütte è una città tedesca di 10 599 abitanti, situata nel land della Sassonia-Anhalt. Il 31 maggio 2010 ha incorporato i comuni di Bellingen, Birkholz, Bittkau, Cobbel, Demker, Grieben, Hüselitz, Jerchel, Kehnert, Lüderitz, Ringfurth, Schelldorf, Schernebeck, Schönwalde, Uchtdorf, Uetz, Weißewarte e Windberge.